# Americký souboj
Americký souboj byl český němý film z roku 1913. Námět napsal Max Urban, který film také realizoval ve své společnosti ASUM, režisérem filmu byl Otakar Štáfl. Natáčelo se v ateliéru Passage na Václavském náměstí v Praze, za exteriéry zašli filmaři do Stromovky.
Veškeré údaje o filmu podal roku 1956 producent a scenárista filmu Max Urban v rozhovoru, který byl uveřejněn v publikaci J. S. Kolára a Myrtila Frídy Český němý film 1898–1930, takže nejsou plně ověřené. Z děje filmu je zřejmé, že se v něm jednalo o primitivní a dosti uměle vytvořenou zápletku a film nebyl náročný na realizaci. Jde o jeden z mála filmů společnosti ASUM, ve kterém zřejmě nehrála Urbanova manželka Andula Sedláčková. Samotné filmové materiály se ztratily.

## Děj
Dva kamarádi se zajímají o jistou mladou ženu, kterou potkají na procházce s manželem. Začnou o ni vést spor, hádku vyřeší manžel krásky. Pozve si mládence k zvláštnímu souboji. Připravil dvě sklenice, do jedné z nich nasypal jed. Kdo po vypití nápoje zůstane naživu, zvítězí. Ve skutečnosti však do jedné ze sklenic nasypal silné projímadlo, které pak ztrestá páska, který se odvážil pomyslet na cizí ženu.

## Obsazení
| Jiří Steimar    | manžel                |
| Nina Laušmanová | manželka              |
| Otakar Štáfl    | přítel                |
| Max Urban       | přítel                |
| Ela Laušmanová  | manželčina přítelkyně |

Diskutabilní je obsazení Niny Laušmanové do role manželky. Podle dostupných biografických údajů by však v době natáčení měla mít dvanáct let. Pokud si Max Urban dobře pamatoval obsazení, pak zřejmě Laušmanová byla o něco starší.